# Бургосский сыр

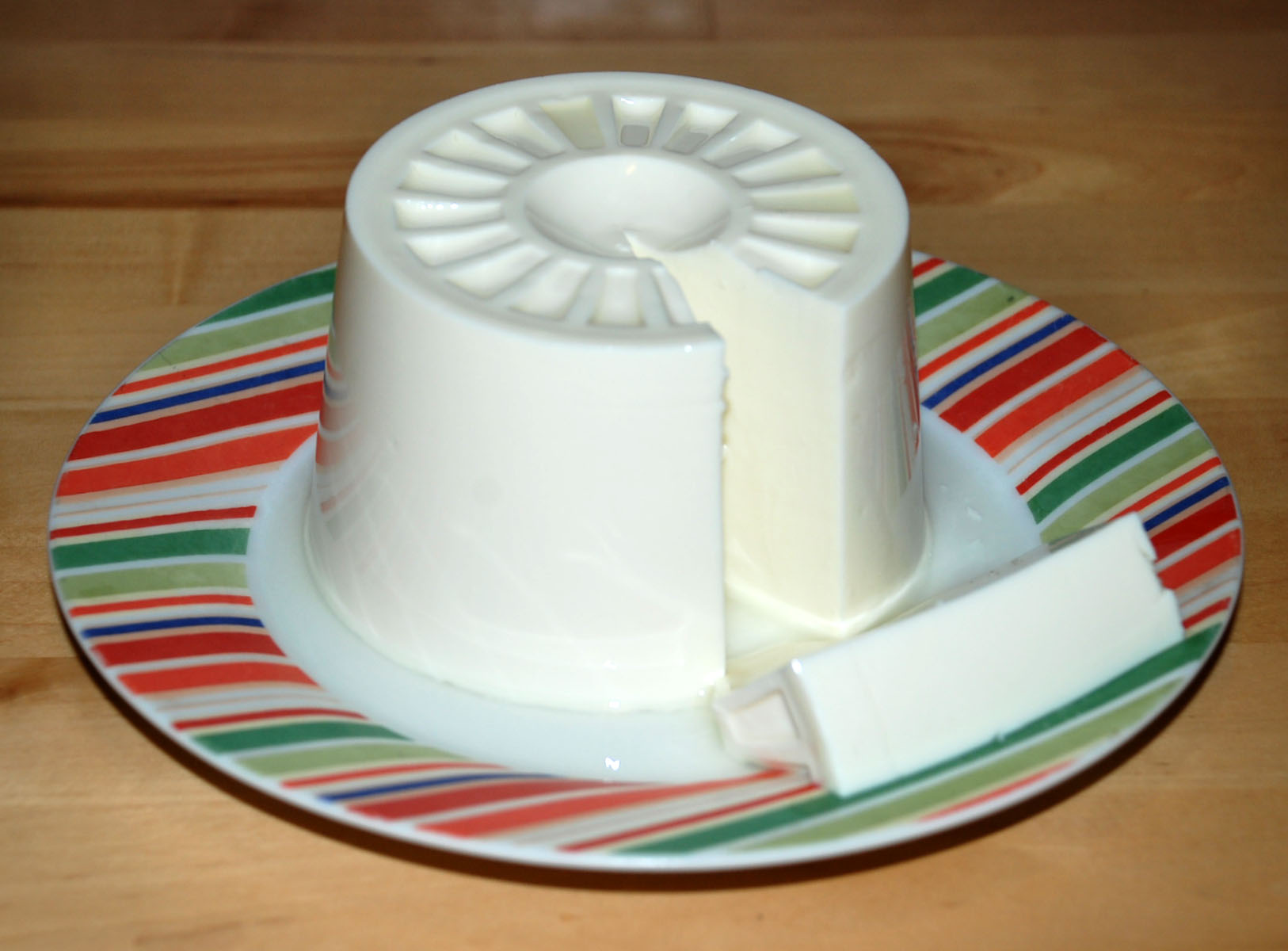
Бургосский сыр

Бу́ргосский сыр (исп. Queso de Burgos) — испанский молодой сыр из овечьего молока. Производится круглогодично в провинции Бургос в Кастилии и Леоне. Сыр белого цвета, имеет мягкий кисло-солёный молочный вкус. Сырная головка цилиндрической формы весит 1-2 кг. Также встречается в продаже маленькими упаковками по 100 г. Имеет ограниченный срок хранения. Подаётся к игристым винам, сухому белому и красному вину, также сервируется с мёдом, орехами и айвовым мармеладом в качестве десерта и является ингредиентом салатов.